# Pollos sin cabeza
Pollos sin cabeza (originalmente titulada Monos con pistola) es una serie española de televisión por internet creada y escrita por Jorge Valdano Sáenz y Pablo Tébar para HBO Max, basada en una idea original de Carolina Bang y Álex de la Iglesia.
La primera temporada, estrenada en HBO Max el 28 de abril de 2023, está protagonizada por Hugo Silva, Dafne Fernández, Óscar Casas, Gorka Otxoa, Miguel Ángel Solá, Kira Miró, Lucía Jiménez, Manuel Tallafé y Diogo Sales. 
El 21 de febrero de 2023, antes del estreno de la serie, HBO Max anunció que la segunda temporada de la serie estaba en desarrollo.

## Trama
Alberto "Beto" Martín Ruiz (Hugo Silva), un exfutbolista que no supo gestionar el poco éxito que tuvo, se da una segunda oportunidad en la industria del fútbol como representante de jugadores. ¿Será capaz de sobrevivir en un mundo tan salvaje cuando su jugador más potente le abandona y su pasado comienza a alcanzarle?

## Reparto

### 1.ª temporada

#### Reparto principal
- Hugo Silva - Alberto "Beto" Martín Ruiz
- Gorka Otxoa - Miguel Blázquez (Episodio 1 - Episodio 4; Episodio 6 - Episodio 7)
- Dafne Fernández - Sonia (Episodio 1; Episodio 3; Episodio 5 - Episodio 7)
- Miguel Ángel Solá - Felipe Martinelli
- Diogo Sales - Nardinho (Episodio 1 - Episodio 3; Episodio 7)
- Gorka Lasaosa - Fran "El Toro" (Episodio 3; Episodio 6)
- Óscar Casas - Willy Sanabria (Episodio 1; Episodio 3; Episodio 5 - Episodio 7)
- Kira Miró - María José "Mariajo" (Episodio 1 - Episodio 2; Episodio 5 - Episodio 7)
- Lucía Jiménez - Laura Finkerman (Episodio 2; Episodio 4; Episodio 6 - Episodio 7)

#### Reparto secundario
- Manuel Tallafé - Armando (Episodio 1 - Episodio 4; Episodio 7)
- Abril Montilla - Cristina "Cris" (Episodio 1 - Episodio 4; Episodio 7)
- Nicolás Illoro - Mario
- Carmen Sánchez - Andrea Martín (Episodio 1; Episodio 5 - Episodio 7)
- Miriam Rubio - Patricia "Pati" Martín (Episodio 1; Episodio 5 - Episodio 7)

#### Reparto episódico
- Eduardo Rosa - Jesús Sanabria (Episodio 1)

## Producción
El 23 de agosto de 2022, HBO Max anunció la producción de 'Monos con pistola', una nueva serie española de comedia cocreada por Jorge Valdano Sáenz, hijo del exfutbolista Jorge Valdano. y con Hugo Silva y Dafne Fernández de protagonistas. Durante la producción de la serie, su nombre fue cambiado a Pollos sin cabeza.
El 21 de febrero de 2023, durante la presentación de la serie en el Berlinale Series, HBO Max confirmó que una segunda temporada de la serie estaba en desarrollo.

## Lanzamiento y marketing
El 21 de febrero de 2023, Pollos sin cabeza lanzó sus primeras imágenes durante su presentación en el Berlinale Series, donde también se confirmó que se estrenaría en HBO Max en abril de 2023. El 15 de marzo de 2023, tuvo su estreno en España en el Festival de Málaga; ese mismo mes, el tráiler fue lanzado y se concretó la fecha de estreno para el 28 de abril de 2023.

## Capítulos
| N.º | Título                                 | Dirigido por           | Escrito por                       | Fecha de lanzamiento original |
| --- | -------------------------------------- | ---------------------- | --------------------------------- | ----------------------------- |
| 1   | «24 horas»                             | Adolfo Martínez Pérez  | Jorge Valdano Sáenz y Pablo Tébar | 28 de abril de 2023           |
| 2   | «Nardinho y yo»                        | Adolfo Martínez Pérez  | Jorge Valdano Sáenz y Pablo Tébar | 28 de abril de 2023           |
| 3   | «Calienta, que sales»                  | Adolfo Martínez Pérez  | Jorge Valdano Sáenz y Pablo Tébar | 28 de abril de 2023           |
| 4   | «Sile, nole»                           | Adolfo Martínez Pérez  | Jorge Valdano Sáenz y Pablo Tébar | 28 de abril de 2023           |
| 5   | «Beto, Sonia y las zapatillas mágicas» | Secun de la Rosa       | Jorge Valdano Sáenz y Pablo Tébar | 28 de abril de 2023           |
| 6   | «El acuario»                           | Rodrigo Ruiz-Gallardón | Jorge Valdano Sáenz y Pablo Tébar | 28 de abril de 2023           |
| 7   | «Las 10 hostias de Beto Martín»        | Adolfo Martínez Pérez  | Jorge Valdano Sáenz y Pablo Tébar | 28 de abril de 2023           |